# Banco de alimentos

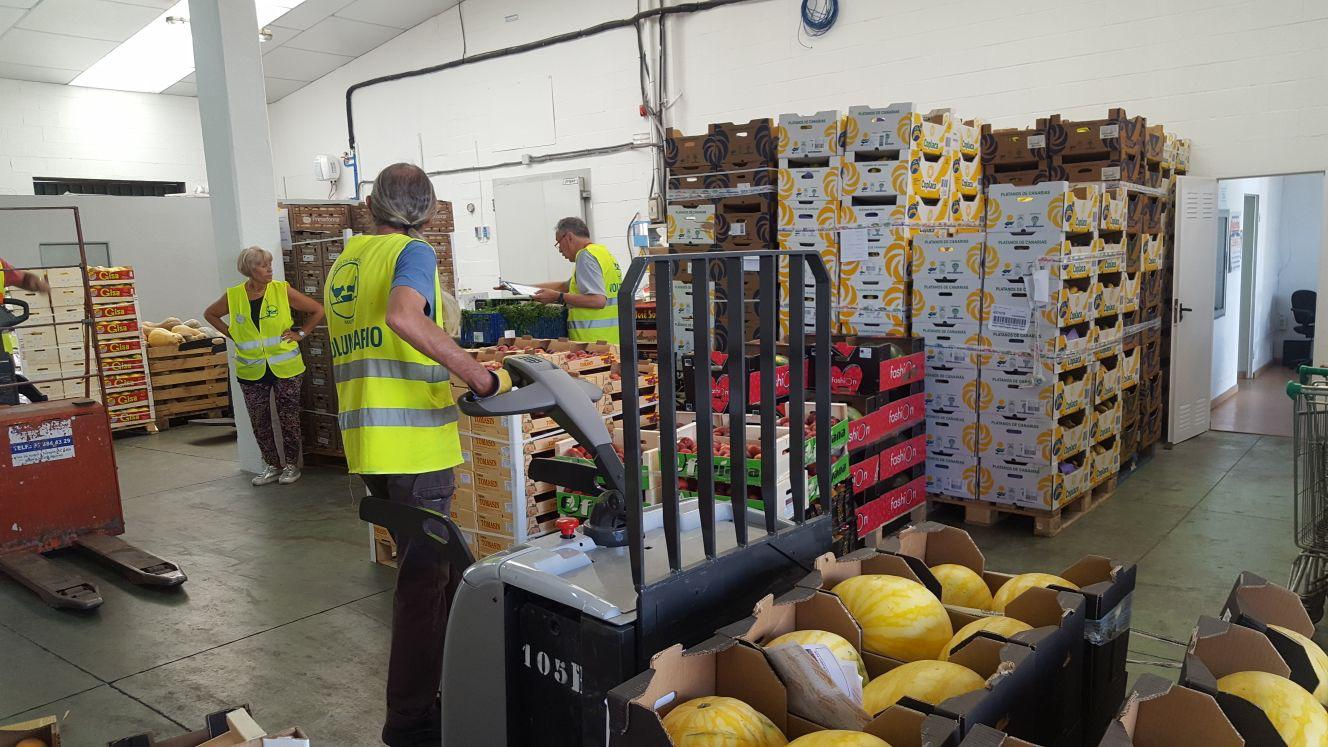
Voluntarios en un almacén de alimentos en Madrid

Un banco de alimentos es una organización  basada en el voluntariado y cuyo objetivo es recuperar alimentos, especialmente no perecederos, de empresas y supermercados, a través de  instituciones caritativas y de ayuda social oficialmente reconocidas que tienen el contacto más cercano con los colectivos de personas necesitadas, evitando cualquier desperdicio o mal uso.
Operan en sociedades desarrolladas en las que despiertan el espíritu solidario y difunden los valores humanos y culturales necesarios para ayudar a mitigar la desigualdad social, que se manifiesta en la existencia de excedentes alimenticios y las bolsas de pobreza y marginación existentes.

## España
En el caso de España, cincuenta y cuatro bancos de alimentos están integrados en la Federación Española de Bancos de Alimentos (FESBAL) que a su vez es miembro de la Federación Europea de Bancos de Alimentos (FEBA) con sede en Bruselas (Bélgica).

## Corporación Red de Alimentos chilena
Red de Alimentos es una corporación privada, sin fines de lucro, que implementó el primer banco de alimentos de Chile. Nació en 2010 gracias a la iniciativa de Carlos Ingham empresario argentino radicado en Chile y opera desde octubre del mismo año. Forma parte, junto con otros cincuenta países, de la red The Global Foodbanking Network.
Su misión es rescatar alimentos y productos de primera necesidad cuya comercialización no es viable por haber transcurrido un 50% de su vida útil —por fecha de caducidad próxima, mala etiquetación, etc—, pero son aptos para el consumo humano, para distribuirlos entre la población más vulnerable en situación de inseguridad alimentaria.
La corporación es un nexo entre cien empresas socias, más doscientas organizaciones sociales formalmente constituidas y se ocupa de gestionar el trabajo de forma eficiente y controlable para asegurar que los alimentos lleguen realmente a los necesitados.

Al mismo tiempo, la Red ofrece una alternativa sustentable al impacto medioambiental  al reducir las emisiones de gases de efecto invernadero (GEI) generados por la destrucción de alimentos.